# Vízilabda a 2020. évi nyári olimpiai játékokon
A 2020. évi nyári olimpiai játékokon a vízilabdatornákat július 25. és augusztus 9. között rendezték meg. A férfi tornán 12, míg a női tornán 10 csapat vett részt.

## Selejtezők

### Férfi
| Esemény                                  | Dátum               | Helyszín               | Kvóta | Kvalifikált csapatok                                      |
| ---------------------------------------- | ------------------- | ---------------------- | ----- | --------------------------------------------------------- |
| Rendező                                  | –                   | –                      | 1     | Japán (JPN)                                               |
| 2019-es férfi vízilabda-világliga        | 2019. június 23.    | Belgrád, Szerbia       | 1     | Szerbia (SRB)                                             |
| 2019-es férfi vízilabda-világbajnokság   | 2019. július 27.    | Kvangdzsu, Dél-Korea   | 2     | Spanyolország (ESP) · Olaszország (ITA)                   |
| 2019-es pánamerikai játékok              | 2019. augusztus 10. | Lima, Peru             | 1     | Egyesült Államok (USA)                                    |
| Óceánia                                  |                     |                        | 1     | Ausztrália (AUS)                                          |
| Afrika                                   |                     |                        | 1     | Dél-afrikai Köztársaság (RSA)                             |
| 2020-as férfi vízilabda-Európa-bajnokság | 2020. január 26.    | Budapest, Magyarország | 1     | Magyarország (HUN)                                        |
| 2018-as Ázsia-játékok                    | 2018. szeptember 1. | Jakarta, Indonézia     | 1     | Kazahsztán (KAZ)                                          |
| Olimpiai selejtezőtorna                  | 2021. február 21.   | Rotterdam, Hollandia   | 3     | Montenegró (MNE) · Görögország (GRE) · Horvátország (CRO) |
| Összesen                                 |                     |                        | 12    |                                                           |

### Női
| Esemény                                | Dátum               | Helyszín               | Kvóta | Kvalifikált csapatok                 |
| -------------------------------------- | ------------------- | ---------------------- | ----- | ------------------------------------ |
| Rendező                                | –                   | –                      | 1     | Japán (JPN)                          |
| 2019-es női vízilabda-világliga        | 2019. június 9.     | Budapest, Magyarország | 1     | Egyesült Államok (USA)               |
| 2019-es női vízilabda-világbajnokság   | 2019. július 26.    | Kvangdzsu, Dél-Korea   | 1     | Spanyolország (ESP)                  |
| 2019-es pánamerikai játékok            | 2019. augusztus 10. | Lima, Peru             | 1     | Kanada (CAN)                         |
| Óceánia                                |                     |                        | 1     | Ausztrália (AUS)                     |
| Afrika                                 |                     |                        | 1     | Dél-afrikai Köztársaság (RSA)        |
| 2020-as női vízilabda-Európa-bajnokság | 2020. január 25.    | Budapest, Magyarország | 1     | Oroszország (RUS)                    |
| 2018-as Ázsia-játékok                  | 2018. augusztus 21. | Jakarta, Indonézia     | 1     | Kína (CHN)                           |
| Olimpiai selejtezőtorna                | 2021. január 23.    | Trieszt, Olaszország   | 2     | Hollandia (NED) · Magyarország (HUN) |
| Összesen                               |                     |                        | 10    |                                      |

## Éremtáblázat
(A táblázatokban Magyarország sportolói eltérő háttérszínnel, az egyes számoszlopok legmagasabb értéke vagy értékei vastagítással kiemelve.)
| A 2020. évi nyári olimpiai játékok éremtáblázata vízilabdában | A 2020. évi nyári olimpiai játékok éremtáblázata vízilabdában | A 2020. évi nyári olimpiai játékok éremtáblázata vízilabdában | A 2020. évi nyári olimpiai játékok éremtáblázata vízilabdában | A 2020. évi nyári olimpiai játékok éremtáblázata vízilabdában | Olimpia  |
| ------------------------------------------------------------- | ------------------------------------------------------------- | ------------------------------------------------------------- | ------------------------------------------------------------- | ------------------------------------------------------------- | -------- |
|                                                               | Ország                                                        | Arany                                                         | Ezüst                                                         | Bronz                                                         | Összesen |
| 1.                                                            | Egyesült Államok (USA)                                        | 1                                                             | 0                                                             | 0                                                             | 1        |
| 1.                                                            | Szerbia (SRB)                                                 | 1                                                             | 0                                                             | 0                                                             | 1        |
|                                                               |                                                               |                                                               |                                                               |                                                               |          |
| 3.                                                            | Görögország (GRE)                                             | 0                                                             | 1                                                             | 0                                                             | 1        |
| 3.                                                            | Spanyolország (ESP)                                           | 0                                                             | 1                                                             | 0                                                             | 1        |
|                                                               |                                                               |                                                               |                                                               |                                                               |          |
| 5.                                                            | Magyarország (HUN)                                            | 0                                                             | 0                                                             | 2                                                             | 2        |
|                                                               |                                                               |                                                               |                                                               |                                                               |          |
| Összesen                                                      | Összesen                                                      | 2                                                             | 2                                                             | 2                                                             | 6        |

## Érmesek

### Férfi torna
| A 2020. évi nyári olimpiai játékok érmesei férfi vízilabdában | A 2020. évi nyári olimpiai játékok érmesei férfi vízilabdában | A 2020. évi nyári olimpiai játékok érmesei férfi vízilabdában | A 2020. évi nyári olimpiai játékok érmesei férfi vízilabdában |
| --- | --- | --- | ------------------------------------------------------------- |
| Arany | Ezüst | Bronz |                                                               |
| Szerbia (SRB) | Görögország (GRE) | Magyarország (HUN) |                                                               |
| Milan Aleksić Nikola Dedović Filip Filipović Nikola Jakšić Đorđe Lazić Dušan Mandić Branislav Mitrović Stefan Mitrović Duško Pijetlović Gojko Pijetlović Andrija Prlainović Sava Ranđelović Strahinja Rašović | Sztilianósz Arjirópulosz Jeórjiosz Dervíszisz Jánisz Fundúlisz Konsztandínosz Galanídisz Konsztandínosz Jenidúniasz Konsztandínosz Gyuvecísz Máriosz Kapócisz Hrisztódulosz Kolómvosz Konsztandínosz Muríkisz Aléxandrosz Papanasztaszíu Dimítriosz Szkumbákisz Ángelosz Vlahópulosz Emanuíl Zerdevász | Angyal Dániel Erdélyi Balázs Hárai Balázs Hosnyánszky Norbert Jansik Szilárd Manhercz Krisztián Mezei Tamás Nagy Viktor Pásztor Mátyás Vámos Márton Varga Dénes Vogel Soma Zalánki Gergő |                                                               |

### Női torna
| A 2020. évi nyári olimpiai játékok érmesei női vízilabdában | A 2020. évi nyári olimpiai játékok érmesei női vízilabdában | A 2020. évi nyári olimpiai játékok érmesei női vízilabdában | A 2020. évi nyári olimpiai játékok érmesei női vízilabdában |
| --- | --- | --- | ----------------------------------------------------------- |
| Arany | Ezüst | Bronz |                                                             |
| Egyesült Államok (USA) | Spanyolország (ESP) | Magyarország (HUN) |                                                             |
| Rachel Fattal Aria Fischer Makenzie Fischer Kaleigh Gilchrist Stephania Haralabidis Paige Hauschild Ashleigh Johnson Amanda Longan Maddie Musselman Jamie Neushul Melissa Seidemann Maggie Steffens Alys Williams | Marta Bach Anni Espar Clara Espar Laura Ester Judith Forca Maica García Godoy Irene González Paula Leitón Beatriz Ortiz Pilar Peña Elena Ruiz Elena Sánchez Roser Tarragó | Gangl Edina Garda Krisztina Gurisatti Gréta Gyöngyössy Anikó Illés Anna Keszthelyi Rita Leimeter Dóra Magyari Alda Parkes Rebecca Rybanska Natasa Szilágyi Dorottya Szűcs Gabriella Vályi Vanda |                                                             |